# Bar Kohbova vstaja
Bar Kohbova vstaja (hebrejsko מרד בר כוכבא, latinizirano: mered bar kohba) je bila vstaja Judov v rimski provinci Judeji proti rimski oblasti, ki je trajala od leta 132 do 136. Vstaja je bila hkrati tudi zadnja od treh judovsko-rimskih vojn. Ime je dobila po njenem voditelju Simonu Bar Kohbi, ki je sam sebe imel za Mesijo  in obnovitelja Izraela.

## Ime
Bar Kohbova vstaja se imenuje tudi tretja judovsko-rimska vojna ali tretja judovska vstaja. Ker nekateri avtorji med judovsko-rimske vojne ne štejejo Kitosove vojne (115–117), ki se je začela v judovski diaspori v Cirenajki in se je samo v zadnji fazi dogajala tudi v Judeji, se vstaja imenuje tudi  druga  judovsko-rimska vojna ali  druga judovska vstaja.

## Potek
Vstajniki so bili sprva uspešni in so v delu Judeje ustanovili svojo državo. Po dveh letih je ogromna rimska vojska uspela zadušiti upor in ponovno vzpostaviti svojo oblast.  Rimljani so okoli leta 135 zavzeli mesto Betar, ubili Simona Bar Kohba in njegovo glavo odnesli v rimski tabor. Judom so prepovedali vstop v Jeruzalem, razen na praznik Tiša beav.
Vstaja je zahtevala ogromne žrtve. Kasij Dion piše, da je z orožjem v roki padlo 580.000 Judov. Ogromno žrtev so pobrale tudi lakota in bolezni. Popolnoma porušenih je bilo 50 mest in 985 vasi.
Evzebij o tem piše: 
»Judovska mesta so opustela. V njih ni ostal noben staroselec in na njihovo mesto so prišla tuja ljudstva. Na tem mestu (Jeruzalem) se je potem zgradilo rimsko mesto z drugim imenom. V čast cesarju Hadrijanu so ga imenovali Aelia Capitolina.«

## Posledice
Vojna sama in dejstvo, da kristjani judovskega porekla Bar Kohbe niso sprejeli za Mesijo, sta imela pomembno vlogo v prepoznavanju krščanstva kot vere, ki se bistveno razlikuje od judaizma. Po vojni se jeruzalemski škofi niso več izhajali iz vrst »tistih, ki so obrezani«, se pravi kristjanov judovskega porekla. Cerkveni očetje so tudi po opustošenju Jeruzalema nosili naslov  jeruzalemskega škofa, čeprav so živeli v Peli.